# عبد القادر رشيد الناصري
عبد القادر بن الحاج رشيد الكردي بن الحاج إسماعيل   (1920-1962) شاعر وأديب عراقي من مدينة السليمانية (تقع حالياً ضمن إقليم كردستان)، أجداده من قره داغ إحدى أقضية مدينة السليمانية. وقد اشتهروا بالتصوف. وصدرت له العديد من الدوواين الشعرية.

## النشأة
ولد في مدينة السليمانية سنة 1920، نُفي والده الحاج رشيد مع عدد من الشخصيات الكردية وعوائلهم من مدينة السليمانية إلى مدينة المنتفك (الناصرية حالياً) -بسبب مشاركتهم أو مناصرتهم الثورة الكردية بقيادة الشيخ محمود البرزنجي (الملقب بالحفيد)- وبقي والده فيها بعد أن تزوج مرة ثانية من أهل المدينة (السيدة نعيمة علي حسين الولي) وبقي فيها لحين وفاته، وهناك اكتسب الشاعر عبد القادر لقبه (الناصري) وبقي معتزاً به وملازماً له طول حياته.
أكمل دراسته الثانوية في بغداد، ثم غادر إلى باريس لإكمال دراسته العليا ولكن مساعيه لم تكلل بالنجاح، عاد بعدها إلى بغداد واشتغل بالصحافة بوصفه شاعراً وكاتباً للمقالة الأدبية، ثم عين لدى أمانة العاصمة حتى آخر أيامه مع اشتغاله بالصحافة. وافاه الأجل في بغداد بسبب سكتة قلبية وهو خارج بيته سنة 1962 ودفن في مقبرة الغرباء.
نبغ في كتابة الشعر منذ صباه وكان شاعراً غزيراً تميزت أشعاره بالغزل اللطيف والحب المفعم بالحرمان والمعاناة، وقد كان للعلاقة المعقدة والصعبة مع والده -شديد التدين– الأثر الشديد في تلك المعاناة والتي أدت إلى تركه الدار مبكراً والعيش في حرمان -رغم يسر حال والده، الذي كان يعمل بالتجارة آنذاك- حيث انعكس ذلك في الكثير من قصائده.

## أعماله الشعرية
شعره صدى لأسلافه من شعراء الطبيعة أمثال: أبي القاسم الشابي، وعلي محمود طه وغيرهما. يستمد ألفاظه وصوره وأخيلته من أبجدية الطبيعة التي تتمثل في الطيب والأنسام، وانطلاق النور وغناء الروض، ووصال العذارى على زورق الحب. يغلف شعره فيض من الحنين لمغاني الذكرى والشباب، وله في الخمريات التي يستدعي فيها تراث الأقدمين لغة وصورًا وخيالاً. يحتفظ بعمود الشعر شكلاً لكتابته، مع ميله إلى التنويع في شطراته وقوافيه. 
وله قصيدة يصف فيها النخلة بعنوان ( النخلة سلطانة الشجر) تعد طريفة في موضوعاتها تناول الشاعر القصيدة بأسلوب ممتع وحس رومانسي والتغني بالطبيعة والنخلة المباركة هي رمز العراق فهي عنصر طبيعي من عناصر الوطن وهي رمزه وشموخه والانتماء لترابه وهي تتحلى بأكليلها الاخضر وقوامها المعتدل كالبان الذي ينافس كل رشيقه وهي حبيبة لقلبه الذي ذاب اكثره من كل شامخة من الشجر والذي يقول في القصيدة:
وكذلك يذكر الشاعر في قصيدته نهر الفرات في أبياته الشعرية

### دواوينه
له الدواوين الآتية:
- «ألحان الألم» -مطبعة الأهالي- بغداد 1939 (56 صفحة)
- «صوت فلسطين» -مطبعة الجامعة- بغداد 1948 (70 صفحة)
- ديوان «عبد القادر رشيد الناصري» -الجزء الأول- جمعة وطبعة كامل خميس -مطبعة شفيق- بغداد 1965 (264 صفحة)
- ديوان «الناصري» -الجزء الثاني- جمعة وعلق عليه هلال ناجي وعبد الله الجبوري -مطبعة العاني- بغداد 1966
- ديوان «الناصري عبد القادر رشيد» -الجزء الثالث- جمع وتحقيق ودراسة عبد الكريم راضي جعفر -دار الشؤون الثقافية- بغداد 1992 (186 صفحة).

كتب مقدمات دواوينه كبار المثقفين العرب أمثال: جميلة العلايلي، ومحمد رضا الشبيبي، وسامي الكيالي، وهلال ناجي، وعبد الله الجبوري، وعبد الكريم راضي جعفر، محمد مهدي الجواهري وغيرهم.